# Лондоко (село)
Лондоко (рос. Лондоко) — село у Облученському районі Єврейської автономної області Російської Федерації.
Входить до складу муніципального утворення Теплоозерське міське поселення. Населення становить 175 осіб (2018).

## Історія
Згідно із законом від 26 листопада 2003 року органом місцевого самоврядування є Теплоозерське міське поселення.

## Населення
| 2002 | 2010 | 2012 | 2013 | 2014 | 2015 | 2016 |
| ---- | ---- | ---- | ---- | ---- | ---- | ---- |
| 366  | ↘238 | ↘228 | ↘217 | ↘197 | ↘194 | →194 |
| 2017 | 2018 |      |      |      |      |      |
| ↘181 | ↘175 |      |      |      |      |      |